# Kuchlinger Kapelle

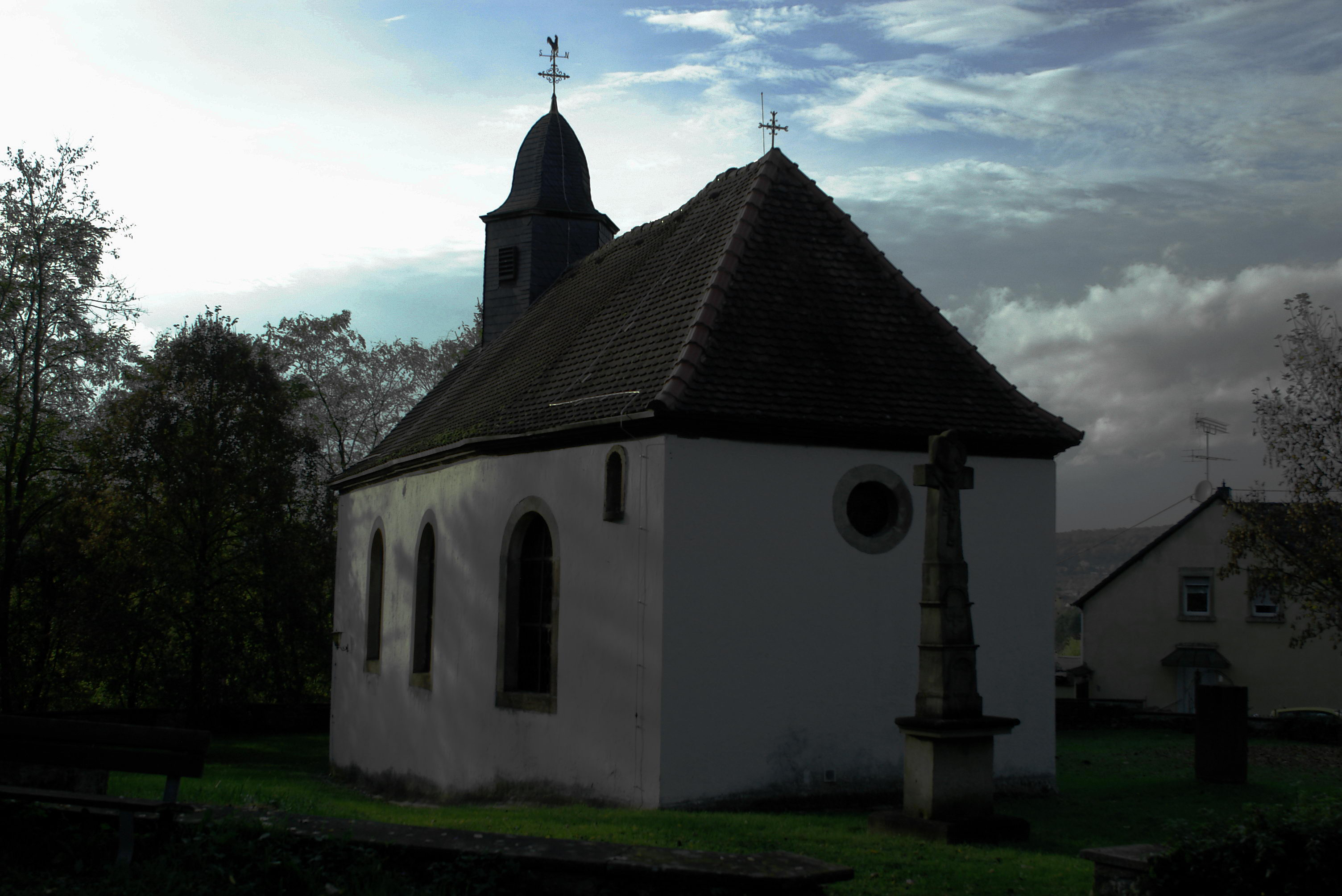
Kuchlinger Kapelle in der Abenddämmerung

Die Kuchlinger Kapelle, auch St. Wendalinus und St. Agatha, ist eine römisch-katholische Kapelle im Ortsteil Auersmacher der Gemeinde Kleinblittersdorf. Sie steht als Einzeldenkmal unter Denkmalschutz.

## Geschichte
Bereits im 7. Jahrhundert wurde für die umliegenden Siedlungen, vornehmlich für das beiderseits der Saar gelegene „Bliederstorff“ (heute Kleinblittersdorf und Grosbliederstroff) als größte, im (heute untergegangenen) Dorf „Cochling/Kuchling(en)“ ein erstes Gotteshaus an der Stelle der heute erhaltenen Kapelle errichtet. Zur damaligen Pfarrei in Kuchlingen gehörten neben Blittersdorf und Auersmacher die Wüstung „Gungling(en)“ (heute noch Name für ein Gewerbegebiet an der Route nationale 61) und „Lüxinga“ auf der linken Saarseite.
Abt Fulrad vermachte Orte und Kapelle nebst anderen Reichtümern im Jahr 777 seiner Abtei in Saint-Denis. Im 13. Jahrhundert kam der Besitz zur Abtei Wadgassen, die Kirchenaufsicht wechselte nach Grosbliederstroff im Bistum Metz. Nach Zerstörung und Wiederaufbau infolge des Dreißigjährigen Krieges wurde 1797 dann die Kuchlinger Kapelle als kleine Kirche für die Bevölkerung von Auersmacher neu erbaut, nachdem in Kleinblittersdorf bereits 1760 eine eigene Pfarrkirche (der zu Beginn des 20. Jahrhunderts profanierte „Dom“) errichtet war. Anfang der 1840er Jahre war die Kapelle schon zu klein geworden. 1843 erbaute man daher die Kirche Mariä Heimsuchung. Die Kuchlinger Kapelle verlor damit ihre Bedeutung als Pfarrkirche. 1850 wurde sie umgebaut, im 20. Jahrhundert mehrfach restauriert, zuletzt in den 1990er Jahren.

## Architektur
Der barocke Putzbau ist nach Osten ausgerichtet und schließt dort mit einem dreiseitigen Chor mit  Okulus in der Rückwand. Auf der Westseite sitzt ein einfaches Portal mit Rundbogen, darüber ein oktogonaler verschieferter Dachreiter auf einem abgewalmten Satteldach. Über dem Portal wurde ein Fragment einer Sakramentsnische mit Maßwerk aus dem 15. Jahrhundert eingemauert, darüber sitzt ein kleiner Okulus. Die Langseiten besitzen je drei Fensterachsen mit Rundbögen und Laibungen aus gelbem Sandstein. 

## Ausstattung
Der Altar stammt aus dem Jahr 1797 und zeigt die Figuren von Maria, Wendelin, Hubertus, Josef, Petrus und Paulus. Auch die Kommunionbank stammt aus dem Erbauungsjahr der Kirche.

## Umgebung
Das Wegekreuz vor der Kapelle an der Kirchhofmauer entstand bereits 1791. Die Kreuzigungsgruppe gegenüber der Kuchlinger Kapelle mit einem 5 Meter hohen Kreuz mit Christus-Korpus und Marienfigur stammt von dem Bildhauer Franticek Hladky.